# Józef Nakonieczny
Józef Nakonieczny (ur. 17 marca 1879 w Garbowie, zm. 11 kwietnia 1915 pod Kurowem) – polski działacz społeczny, polityk, poseł do rosyjskiej Dumy Państwowej I, III i IV kadencji.

## Życiorys
Urodził się w rodzinie chłopskiej, jego rodzice Maciej i Franciszka z Drobów byli właścicielami niewielkiego gospodarstwa. Był samoukiem, pożyczał książki od właścicielki dóbr garbowskich, hrabiny Jezierskiej. Należał do siatki kurierskiej literatury narodowej z Galicji. Interesował się sztuką ludową. Napisał i wydał rozprawkę pt. O strój ludowy. Znany jest również z wyczerpującej odpowiedzi na pytanie ankietowe pt. Pojęcia prawne ludu we wsi Garbów i Miesiące, pow. puławskiego, które jest cenionym źródłem do prawa zwyczajowego.
Za działalność polityczno-oświatową został aresztowany i zesłany na 3 lata do Wołogdy. Pracował przy budowie linii kolejowej. W rodzinne strony wrócił po 16 miesiącach, w wyniku amnestii. Został przyjęty do Ligi Narodowej i Stronnictwa Demokratyczno-Narodowego. W 1905 roku wziął udział w zjeździe chłopskim w Warszawie. W działalności lokalnej przeciwstawiał się propagandzie socjalistycznej.
W roku 1906 zdobył mandat poselski do rosyjskiej Dumy Państwowej jako jeden z 6 polityków chłopskiego pochodzenia. W czasie trwającej tylko 73 dni kadencji krytykował projekt reformy rolnej, bronił własności prywatnej, postulował utworzenie banku kredytującego włościan. Informował o pracach parlamentu nadsyłając relacje prasowe, publikowane przez Ziemię Lubelską i Naród. Bezskutecznie kandydował w wyborach do II Dumy, uzyskał jednak mandat III i IV kadencji. Rosyjski autor M. Boiowicz w pracy poświęconej członkom III Dumy, odnotował przy jego nazwisku: „Chłop. Samouk. Bardzo oczytany”.
Zabierał głos w sprawach dotyczących kościoła katolickiego, wyodrębnienia guberni chełmskiej z Królestwa Polskiego, w sprawach rolnych i serwitutowych. Zimą 1911 roku brał udział w demonstracjach patriotycznych w Galicji. W rodzinnym regionie wspierał powstawanie kółek rolniczych, kooperatyw chłopskich, szkół wiejskich. W 1914 roku został sygnatariuszem aktu powołującego Komitet Narodowy Polski w Warszawie.
Zginął w wypadku samochodowym. Rosyjski samochód wojskowy, którym zabrał się okazyjnie z Garbowa do Kurowa, wywrócił się przy omijaniu furmanki, a Nakonieczny, podobnie jak rosyjski kierowca, zginęli przygnieceni. Uroczystości pogrzebowe odbyły się 15 kwietnia 1915 roku w Garbowie.
Był żonaty z Anielą Sprawkówną z Krężnicy. Osierocił czworo dzieci.